# Commando (album)
Commando è il secondo album in studio del rapper francese Niska, pubblicato il 22 settembre 2017 dalla Capitol.

## Il disco
Anticipato dal singolo Réseaux, rilasciato il 28 luglio 2017, Commando è uscito ufficialmente il 22 settembre successivo. Il disco contiene 16 tracce ed include le collaborazioni di Booba, MHD e Skaodi. Dopo due settimane dall'uscita, a Commando è stato conferito il primo disco di platino per le vendite in Francia. Il 4 novembre successivo, Commando ha ricevuto il secondo disco di platino, mentre il mese seguente è arrivato anche il terzo.
Come singolo, Réseaux ha ricevuto invece il disco di diamante a settembre 2017. Anche Medellín, Salé e Tuba Life hanno ricevuto la medesima certificazione. B.O.C e Chasse à l'homme hanno invece ricevuto il disco di platino. A Story X, La wewer, Ah bon ?, Snapchat, Versus, Twerk dans l'binks e Amour X è stato invece riconosciuto il disco d'oro.

## Tracce
1. Story X – 2:42
2. Réseaux – 3:16
3. La wewer – 2:57
4. Ah bon ? – 2:51
5. Medellín – 3:19
6. Salé – 2:50
7. Tuba Life (feat. Booba) – 3:14
8. B.O.C – 2:51
9. Snapchat – 2:52
10. Versus (feat. MHD) – 3:30
11. Twerk dans l'binks – 3:03
12. Favélas (feat. Skaodi) – 3:58
13. Chasse à l'homme – 2:44
14. H&M – 2:36
15. D.M.B – 3:04
16. Amour X – 3:14